# Knopprödhätting
Knopprödhätting (Entoloma papillatum) är en svampart som först beskrevs av Giacopo Bresàdola, och fick sitt nu gällande namn av Dennis 1953. Knopprödhätting ingår i släktet Entoloma och familjen Entolomataceae.  Arten är reproducerande i Sverige. Inga underarter finns listade i Catalogue of Life.